# Ламар Тауншип (округ Клінтон, Пенсільванія)
Ламар Тауншип (англ. Lamar Township) — селище (англ. township) в США, в окрузі Клінтон штату Пенсільванія. Населення — 2623 особи (2020).

## Демографія
Згідно з переписом 2010 року, у селищі мешкало 2517 осіб у 954 домогосподарствах у складі 717 родин. Було 1042 помешкання
Расовий склад населення:
| - 98,8 % — білих - 0,3 % — чорних або афроамериканців - 0,3 % — азіатів |

До двох чи більше рас належало 0,4 %. Частка іспаномовних становила 0,9 % від усіх жителів.
За віковим діапазоном населення розподілялося таким чином: 24,8 % — особи молодші 18 років, 59,2 % — особи у віці 18—64 років, 16,0 % — особи у віці 65 років та старші. Медіана віку мешканця становила 41,4 року. На 100 осіб жіночої статі у селищі припадало 95,4 чоловіків;  на 100 жінок у віці від 18 років та старших — 98,5 чоловіків також старших 18 років.
Середній дохід на одне домашнє господарство  становив 68 295 доларів США (медіана — 61 875), а середній дохід на одну сім'ю — 76 319 доларів (медіана — 69 427). Медіана доходів становила 48 587 доларів для чоловіків та 34 231 долар для жінок. За межею бідності перебувало 8,9 % осіб, у тому числі 14,1 % дітей у віці до 18 років та 8,2 % осіб у віці 65 років та старших.
Цивільне працевлаштоване населення становило 1268 осіб. Основні галузі зайнятості: освіта, охорона здоров'я та соціальна допомога — 20,8 %, виробництво — 15,9 %, роздрібна торгівля — 13,3 %.